# 그리고리 고린
그리고리 고린(러시아어: Григо́рий Го́рин, 그리고리 이즈마일레비치 고린/Григорий Израилевич Го-рин, 본명: 그리고리 이스라일레비치 오프셰테인/Григо́рий Изра́илевич Офштейн, 1940년 3월 12일 ∼ 2000년 6월 15일)은 20세기 후반을 풍미한 러시아 극작가다. 그는 희곡뿐만 아니라, 유머, 풍자, 영화 시나리오 등 다방면에서 집필 활동을 했으며, 시사평론도 발표했다.

## 생애
아버지 이즈라일 아벨레비치 옵시테인(Израиль Абелевич Оф-штейн, 1904∼2000)은 2차 세계대전에서 공을 세운 군인이었고, 어머니는 응급실 의사였다. 그는 아버지의 성(姓) 옵시테인과 어머니의 성 고린스카야를 합쳐 고린시테인(Го-ринштейн)이란 필명을 사용하다가 1963년에는 고린이란 성으로 완전히 개명한다. 고린의 뜻을 묻자 그는 ‘그리고리 옵시테인이 성을 바꾸기로 결심했다(Гриша Офштейн Ре-шил Изменить Национальность)’란 문장의 첫 글자를 땄다고 우스갯소리를 하기도 했다.
고린은 어린 시절부터 문학에 소질을 보였다. 처음으로 시를 쓴 것은 일곱 살 때였다. 초등학교에서도 단편소설이나 콩트 같은 짧은 글을 창작하곤 했다. 고린은 모스크바 세체노프 의대를 졸업한 뒤 4년 정도 응급실에서 의사 생활을 한다. 이때도 그는 글쓰기 작업을 게을리하지 않았다. 풍자와 유머가 가득한 그의 글은 여러 잡지나 신문에 실렸고, 점점 유명세를 타기 시작했다. 1966년에는 동료 작가 아르카디 아르카노프와 ＜유럽으로＞란 코미디를 공동 집필했다. 이후 아르카노프와의 공동 작업은 ＜연회＞, ＜저택에서 벌어진 작은 코미디＞ 등으로 이어졌다. 1960년대 후반부터 고린은 러시아 전역에서 선풍적인 인기를 끌었고, 1970년대에는 TV코미디쇼에 고정 출연을 하기도 했다. 명성이 높아지자 소련 작가동맹 회원이 되었고, 본업인 의사는 그만둔다. 1970년대 고린은 렌콤극장에서 극작가로 활동하면서 인기를 얻어 본격적으로 연극계에 발을 들여놓는다. 연출가 마르크 자하로프와 함께 제작한 ＜헤로스트라토스를 잊어라＞, ＜스위프트가 만든 집＞, ＜추모 기도＞, ＜광대 발라키례프＞ 같은 작품은 렌콤극장을 명문 극장으로 승격시킨 도약대가 되었다. 특히 자하로프가 영화화한 ＜사랑의 공식＞과 ＜허풍선이 남작 뮌히하우젠＞은 기록적인 관객 동원에 성공한 명작이었다.
늘 재치와 해학이 넘치는 그였지만, 건강에 대해서만큼은 절대 장난을 치지 않았다. 주변 사람이 아프면 그는 의사 출신답게 병원에 가길 진지하게 권했다. 하지만 정작 자기 건강에 대해서는 진지하지 못했다. 고린은 2000년 6월 15일 죽음을 맞이한다. 심장마비로 인한 돌연사였다.